# Calahorra (cratera)
Calahorra é uma cratera marciana. Tem como característica 35.2 quilômetros de diâmetro. Deve o seu nome a Calahorra, uma cidade espanhola.